# FC Petržalka 1898
Maillots
Le FC Petržalka 1898 est un club slovaque de football basé à Bratislava. Le Slovaque Vladimir Konik est l'entraineur depuis octobre 2019.

## Repères historiques
- 1898 : fondé sous le nom de « Pozsonyi Torna Egyesület »
- 1919 : « Pozsonyi Torna Egyesület
- 1953 : « Kovosmalt Bratislava »
- 1956 : « Spartak Kovosmalt Bratislava »
- 1963 : « TJ Povazske Strojarne Bratislava »
- 1965 : « Spartak Sklarske stroje Bratislava »
- 1974 : « TJ SKS Bratislava »
- 1976 : « TJ ZTS Petržalka »
- 1986 : à la suite d'une fusion avec « TJ Internacional Slovnaft Bratislava » le club devient le « TJ Internacional Slovnaft ZTS Bratislava »
- 1990 : le club adopte le nom de « TJ ZTS Petržalka » puis celui de « 1. FC Hydronika Petržalka » toujours en 1990
- 1991 : « 1. FC Petržalka »
- 1993 : « FK Artmedia Petržalka »
- 2005 : le club est rebaptisé « FC Artmedia Bratislava »
- 2007 : le club est renommé FC Artmedia Petržalka
- Juillet 2009 : le club est renommé MFK Petržalka
- 2010 : le club est renommé FC Petržalka 1898

## Bilan sportif

### Palmarès
- Championnat de Slovaquie
  - Champion : 2005, 2008
  - Vice-champion : 2003, 2006
- Coupe de Slovaquie
  - Vainqueur : 2004, 2008
  - Finaliste : 1983, 2005, 2009
- Supercoupe de Slovaquie
  - Vainqueur : 2005, 2008
  - Finaliste : 2004

### Bilan par saison

#### Championnat
- 1re division du Championnat Slovaque

| Saison    | Place | Equipe                | Points | Participations    |
| --------- | ----- | --------------------- | ------ | ----------------- |
| 2009-2010 | 12°   | MFK Petržalka         | 29     | 14e participation |
| 2008-2009 | 6°    | Artmedia Petržalka    | 47     | 13e participation |
| 2007-2008 | 1°    | Artmedia Petržalka    | 84     | 12e participation |
| 2006-2007 | 2°    | Artmedia Bratislava   | 56     | 11e participation |
| 2005-2006 | 2°    | Artmedia Bratislava   | 74     | 10e participation |
| 2004-2005 | 1°    | Artmedia Bratislava   | 72     | 9e participation  |
| 2003-2004 | 8°    | Artmedia Bratislava   | 44     | 8e participation  |
| 2002-2003 | 2°    | FC Artmedia Petržalka | 67     | 7e participation  |
| 2001-2002 | 7°    | FC Artmedia Petržalka | 47     | 6e participation  |
| 2000-2001 | 4°    | FC Artmedia Petržalka | 54     | 5e participation  |
| 1999-2000 | 9°    | FC Artmedia Petržalka | 39     | 4e participation  |
| 1998-1999 | 9°    | FC Artmedia Petržalka | 39     | 3e participation  |
| 1997-1998 | 8°    | FC Artmedia Petržalka | 39     | 2e participation  |
| 1996-1997 | 13°   | FC Artmedia Petržalka | 35     | 1re participation |

- 1re division du Championnat Tchécoslovaque

| Saison    | Place | Equipe           | Points | Participations    |
| --------- | ----- | ---------------- | ------ | ----------------- |
| 1984-1985 | 15°   | TJ ZTS Petrzalka | -      | 2e participation  |
| 1981-1982 | 15°   | TJ ZTS Petrzalka | -      | 1re participation |

#### Coupe
| Saison    | Equipe 1                | Score Aller | Total   | Score Retour | Equipe 2                | Tournoi          |
| --------- | ----------------------- | ----------- | ------- | ------------ | ----------------------- | ---------------- |
| 2005-2006 | MFK Ružomberok          | 2-0         | 2-2     | 0-2          | Artmedia Bratislava     | Demi-Finale      |
| 2004-2005 | Dukla Banska Bystrica   |             | 2-1     |              | Artmedia Bratislava     | Finale           |
| 2003-2004 | Artmedia Bratislava     |             | 2-0     |              | Steel Trans Ličartovce  | Finale           |
| 2002-2003 | MSK Topolcany           |             | 3-0     |              | à FC Artmedia Petrzalka | 1er tour         |
| 2001-2002 | SH Senica               |             | 4-3 *   |              | à FC Artmedia Petrzalka | 1er tour         |
| 2000-2001 | à FC Artmedia Petrzalka |             | 2-3     |              | MFK Ružomberok          | Quarts de Finale |
| 1999-2000 | à FC Artmedia Petrzalka |             | 1-2     |              | 1.FC Kosice             | Quarts de Finale |
| 1998-1999 | SKP Devin               |             | 5-4 *   |              | à FC Artmedia Petrzalka | 1er tour         |
| 1997-1998 | ZTS Dubnica             |             | 5-3 *   |              | à FC Artmedia Petrzalka | 1er tour         |
| 1996-1997 | FC Tatran Presov        |             | 8-7 *   |              | à FC Artmedia Petrzalka | Quart de Finale  |
| 1995-1996 |                         |             |         |              |                         |                  |
| 1994-1995 | à FC Artmedia Petrzalka |             | 1-2     |              | Magnezit SM Jelsava     | Quart de Finale  |
| 1993-1994 |                         |             |         |              |                         |                  |
| 1992-1993 | à FC Artmedia Petrzalka |             | 10-11 * |              | FK Slovan Duslo Šaľa    | 1er tour         |
| 1991-1992 |                         |             |         |              |                         |                  |
| 1990-1991 |                         |             |         |              |                         |                  |
| 1989-1990 |                         |             |         |              |                         |                  |
| 1988-1989 |                         |             |         |              |                         |                  |
| 1987-1988 |                         |             |         |              |                         |                  |
| 1986-1987 |                         |             |         |              |                         |                  |
| 1985-1986 |                         |             |         |              |                         |                  |
| 1984-1985 |                         |             |         |              |                         |                  |
| 1983-1984 | à TJ ZTS Petrzalka      | 0-1         | 1-5     | 1-4          | Spartak Trnava          | Quart de Finale  |
| 1982-1983 | à TJ ZTS Petrzalka      | 0-1         | 0-6     | 0-5          | MŠK Žilina              | Quart de Finale  |
| 1981-1982 | à TJ ZTS Petrzalka      | 1-3         | 1-3     | 0-0          | Slovan Bratislava       | Finale           |
| 1980-1981 | 1.FC Kosice             | 2-0         | 2-1     | 0-1          | à TJ ZTS Petrzalka      | Demi-Finale      |
| 1979-1980 | à TJ ZTS Petrzalka      |             | 5-6 *   |              | MŠK Žilina              | Demi-Finale      |
| 1978-1979 | à TJ ZTS Petrzalka      |             | 0-2     |              | Lokomotive Kosice       | Quart de Finale  |

- après prolongation ou tirs au but

|  | Champion |  | Relégation |

### Bilan européen
Légende
- Victoire ou qualification pour le tour suivant
- Match nul
- Défaite ou élimination de la compétition

Note : dans les résultats ci-dessous, le score du club est toujours donné en premier.
| Saison    | Compétition         | Tour                | Club                  | Domicile | Extérieur | Total             |
| --------- | ------------------- | ------------------- | --------------------- | -------- | --------- | ----------------- |
| 2001      | Coupe Intertoto     | Premier tour        | Ekranas Panevėžys     | 1 - 1 ap | 1 - 1     | 2 - 2 (4 - 3 tab) |
| 2001      | Coupe Intertoto     | Deuxième tour       | Publikum Celje        | 1 - 1    | 0 - 5     | 1 - 6             |
| 2003-2004 | Coupe UEFA          | Tour préliminaire   | F91 Dudelange         | 1 - 0    | 1 - 0     | 2 - 0             |
| 2003-2004 | Coupe UEFA          | Premier tour        | Girondins de Bordeaux | 1 - 2    | 1 - 1     | 2 - 3             |
| 2004-2005 | Coupe UEFA          | Deuxième tour Q     | FK Dnipro             | 0 - 3    | 1 - 1     | 1 - 4             |
| 2005-2006 | Ligue des champions | Premier tour Q      | Kaïrat Almaty         | 4 - 1 ap | 0 - 2     | 4 - 3             |
| 2005-2006 | Ligue des champions | Deuxième tour Q     | Celtic FC             | 5 - 0    | 0 - 4     | 5 - 4             |
| 2005-2006 | Ligue des champions | Troisième tour Q    | Partizan Belgrade     | 0 - 0    | 0 - 0     | 0 - 0 (4 - 3 tab) |
| 2005-2006 | Ligue des champions | Groupe H            | Inter Milan           | 0 - 1    | 0 - 4     | Troisième         |
| 2005-2006 | Ligue des champions | Groupe H            | FC Porto              | 0 - 0    | 3 - 2     | Troisième         |
| 2005-2006 | Ligue des champions | Groupe H            | Rangers FC            | 2 - 2    | 0 - 0     | Troisième         |
| 2005-2006 | Coupe UEFA          | Seizièmes de finale | Levski Sofia          | 0 - 1    | 0 - 2     | 0 - 3             |
| 2006-2007 | Coupe UEFA          | Premier tour Q      | WIT Georgia Tbilissi  | 2 - 0    | 1 - 2     | 3 - 2             |
| 2006-2007 | Coupe UEFA          | Deuxième tour Q     | Dinamo Minsk          | 2 - 1    | 3 - 2     | 5 - 3             |
| 2006-2007 | Coupe UEFA          | Premier tour        | Espanyol de Barcelone | 2 - 2    | 1 - 3     | 3 - 5             |
| 2007-2008 | Coupe UEFA          | Premier tour Q      | Zimbru Chișinău       | 1 - 1    | 2 - 2     | 3E - 3            |
| 2007-2008 | Coupe UEFA          | Deuxième tour Q     | Mika Erevan           | 2 - 0    | 1 - 2     | 3 - 2             |
| 2007-2008 | Coupe UEFA          | Premier tour        | Panathinaïkos         | 1 - 2    | 0 - 3     | 1 - 5             |
| 2008-2009 | Ligue des champions | Premier tour Q      | Valletta FC           | 1 - 0    | 2 - 0     | 3 - 0             |
| 2008-2009 | Ligue des champions | Deuxième tour Q     | Tampere United        | 4 - 2    | 3 - 1     | 7 - 3             |
| 2008-2009 | Ligue des champions | Troisième tour Q    | Juventus FC           | 1 - 1    | 0 - 4     | 1 - 5             |
| 2008-2009 | Coupe UEFA          | Premier tour        | Sporting Braga        | 0 - 2    | 0 - 4     | 0 - 6             |

## Anciens joueurs
- Tchéquie
  - Attaquants
    - Tomas Dosek
- Slovaquie
  - Gardiens
    - Juraj Cobej

  - Défenseurs
    - Jan Durica
    - Marian Čišovský
    - Milan Timko
    - Ondrej Debnar

  - Milieux
    - Balasz Borbely

  - Attaquants
    - Filip Šebo
    - Lubomir Reiter
    - Marek Krejci
    - Stefan Maixner
    - Tomas Oravec

## Anciens logo du club

Logo n°1
Logo n°2
Logo n°3
Logo actuel